# Khanyisile Litchfield-Tshabalala
Khanyisile Litchfield-Tshabalala là cựu phó đề đốc hải quân Nam Phi, thành viên của Nghị viện, đại diện cho những người đấu tranh vì một nền tự do kinh tế.

## Tuổi trẻ
Cô sinh ra tại Soweto và sau đó chuyển đến sinh sống tại Umkhonto we Sizwe in exile ở Angola. Khi trở về Nam Phi, cô đã hoàn thành chương trình giáo dục chính trị và kịch nghệ tại Đại học Cape Town và nhận bằng danh dự về tội phạm học.

## Hải quân
Cô gia nhập Hải quân Nam Phi vào ngày 1 tháng 4 năm 1997 và trở thành người phụ nữ đầu tiên được thăng cấp Phó đề đốc, cô đảm nhiệm chức vụ Giám đốc Nhân sự của Hạm đội tại Bộ Tư lệnh Hạm đội vào ngày 1 tháng 1 năm 2004. Sau đó, cô đã từ chức sau khi bị tòa án quân sự kết án về tội gian lận báo cáo hành vi trộm cắp máy tính xách tay. Chiếc máy tính xách tay bị mất không bao giờ được tìm thấy và cô phủ nhận việc bịa đặt.

## Chính trị
Bà tham gia vào quốc hội với tư cách là thành viên của EFF sau cuộc tổng tuyển cử năm 2014.
Vào ngày 3 tháng 6 năm 2015, cô gia nhập Phong trào dân chủ thống nhất (UDM) và ngay lập tức được giao chức vụ cán bộ tổ chức cấp quốc gia. Vào tháng 12 năm 2015, cô được bầu làm phó chủ tịch của UDM. Vào cuối tháng 9 năm 2016, cô rời khỏi UDM, với lý do muốn theo đuổi giáo dục, tuy nhiên các nhà bình luận cho rằng cô bị đá khỏi ghế bởi nhà chính trị Holomisa.